# Alianța Progresistă a Socialiștilor și Democraților
Alianța Progresistă a Socialiștilor și Democraților (abreviat S&D) este un grup politic din Parlamentul European al Partidului Socialiștilor Europeni și a partidelor social-democrate europene aliate. Grupul datează încă de la înființarea Parlamentului European în 1953, fiind al doilea cel mai vechi grup după cel al Partidului Popular European. Până la alegerile europene din 1999 a fost cel mai mare grup din Parlament, iar de atunci S&D este al doilea grup politic ca mărime.

## Organizare
Grupul este condus de un președinte și de un birou al Vice-președinților. Există, de asemenea, un trezorier și un secretar general.

### Președinții grupului
| Nr.crt. | Președinte           | Țară         | Partid național                                         | De la | Până la |
| ------- | -------------------- | ------------ | ------------------------------------------------------- | ----- | ------- |
| 1.      | Guy Mollet           | Franța       | Secțiunea Franceză a Muncitorilor Internaționali (SFIO) | 1953  | 1956    |
| 2.      | Hendrik Fayat        | Belgia       | Partidul Socialist (PS)                                 | 1956  | 1958    |
| 3.      | Pierre Lapie         | Franța       | Secțiunea Franceză a Muncitorilor Internaționali (SFIO) | 1958  | 1959    |
| 4.      | Willi Birkelbach     | Germania     | Partidul Social-Democrat (SPD)                          | 1959  | 1964    |
| 5.      | Käte Strobel         | Germania     | Partidul Social-Democrat (SPD)                          | 1964  | 1967    |
| 6.      | Francis Vals         | Franța       | Secțiunea Franceză a Muncitorilor Internaționali (SFIO) | 1967  | 1974    |
| 7.      | Georges Spénale      | Franța       | Partidul Socialist (PS)                                 | 1974  | 1975    |
| 8.      | Ludwig Spénale       | Germania     | Partidul Social-Democrat (SPD)                          | 1975  | 1979    |
| 9.      | Ernest Glinne        | Belgia       | Partidul Socialist (PS)                                 | 1979  | 1984    |
| 10.     | Rudi Arndt           | Germania     | Partidul Social-Democrat (SPD)                          | 1984  | 1989    |
| 11.     | Jean-Pierre Cot      | Franța       | Partidul Socialist (PS)                                 | 1989  | 1994    |
| 12.     | Pauline Green        | Regatul Unit | Partidul Muncii                                         | 1994  | 1999    |
| 13.     | Enrique Barón Crespo | Spania       | Partidul Socialist Muncitoresc Spaniol (PSOE)           | 1999  | 2004    |
| 14.     | Martin Schulz        | Germania     | Partidul Social-Democrat (SPD)                          | 2004  | 2012    |
| 15.     | Hannes Swoboda       | Austria      | Partidul Social-Democrat (SPÖ)                          | 2012  | 2014    |
| 16.     | Martin Schulz        | Germania     | Partidul Social-Democrat (SPD)                          | 2014  | 2014    |
| 17.     | Gianni Pittella      | Italia       | Partidul Democrat (PD)                                  | 2014  | 2018    |
| 18.     | Udo Bullmann         | Germania     | Partidul Social-Democrat (SPD)                          | 2018  | 2019    |
| 19.     | Iratxe García        | Spania       | Partidul Socialist Muncitoresc Spaniol (PSOE)           | 2019  | prezent |

### Vice-președinții
Actualii vice-președinți ai grupului sunt următorii:
- Éric Andrieu (Franța, PS)
- Biljana Borzan (Croația, SDP)
- Miriam Dalli (Malta, PL)
- Heléne Fritzon (Suedia, SAP)
- Roberto Gualtieri (Italia, PD)
- Bernd Lange (Germania, SDP)
- Claude Moraes (Regatul Unit, Labour)
- Kati Piri (Olanda, PvdA)
- Rovana Plumb (România, PSD)

### Trezorier
Actualul trezorier al grupului este: 
- Eero Heinäluoma (Finlanda, SDP)

### Secretariat general
Actualul secretar general al grupului este: 
- Javier Moreno (Spania, PSOE)

## Membri

S&D are reprezentanți în Parlamentul European din toate cele 28 de state ale Uniunii Europene, dintre care 25 de țări cu mai mult de un membru (colorate cu roșu) și trei țări cu câte un singur membru (colorate cu roz).

| Țara          | Partidul național                  | Partidul european | Europarlamentari (2019-2024) |
| ------------- | ---------------------------------- | ----------------- | ---------------------------- |
| Austria       | Partidul Social Democrat           | PES               | 5 / 18                       |
| Belgia        | Partidul Socialist                 | PES               | 2 / 21                       |
| Belgia        | Partidul Socialist Altfel          | PES               | 1 / 21                       |
| Bulgaria      | Partidul Socialist                 | PES               | 5 / 17                       |
| Cehia         | Partidul Social Democrat           | PES               | 0 / 21                       |
| Cipru         | Mișcarea pentru Social Democrație  | PES               | 1 / 6                        |
| Cipru         | Partidul Democrat                  |                   | 1 / 6                        |
| Croația       | Partidul Social Democrat           | PES               | 3 / 11                       |
| Danemarca     | Partidul Social Democrat           | PES               | 3 / 13                       |
| Estonia       | Partidul Social Democrat           | PES               | 2 / 6                        |
| Finlanda      | Partidul Social Democrat           | PES               | 2 / 13                       |
| Franța        | Parti Socialiste                   | PES               | 5 / 74                       |
| Franța        | Partidul Radical de Stânga         |                   | 0 / 74                       |
| Germania      | Partidul Social Democrat           | PES               | 16 / 96                      |
| Grecia        | Mișcarea pentru Schimbare          | PES               | 2 / 21                       |
| Grecia        | Stânga Democrată                   |                   | 0 / 74                       |
| Grecia        | Râul                               |                   | 0 / 74                       |
| Irlanda       | Partidul Laburist                  | PES               | 0 / 11                       |
| Italia        | Partidul Democrat                  | PES               | 19 / 73                      |
| Italia        | Democrații de Stânga               | PES               | 0 / 73                       |
| Italia        | Socialiștii Democrați              | PES               | 0 / 73                       |
| Italia        | Articolul Unu                      |                   | 0 / 73                       |
| Italia        | Stânga Italiană                    |                   | 0 / 73                       |
| Italia        | Posibil                            |                   | 0 / 73                       |
| Letonia       | Partidul Social Democrat „Armonia” | PES               | 2 / 8                        |
| Lituania      | Partidul Social Democrat           | PES               | 2 / 11                       |
| Luxemburg     | Partidul Socialist Muncitoresc     | PES               | 1 / 6                        |
| Malta         | Partidul Muncitoresc               | PES               | 4 / 6                        |
| Polonia       | Alianța Stângii Democrate          | PES               | 5 / 51                       |
| Polonia       | Wiosna                             |                   | 3 / 51                       |
| Polonia       | Partidul Social Democrat           |                   | 0 / 51                       |
| Portugalia    | Partidul Socialist                 | PES               | 9 / 21                       |
| Regatul Unit  | Partidul Laburist                  | PES               | 10 / 73                      |
| România       | Partidul Social Democrat           | PES               | 8 / 32                       |
| România       | PRO România                        | EDP               | 2 / 32                       |
| Slovacia      | Smer - Social Democrația           | PES               | 3 / 14                       |
| Slovenia      | Social Democrații                  | PES               | 2 / 8                        |
| Spania        | Partidul Socialist Muncitoresc     | PES               | 20 / 54                      |
| Suedia        | Partidul Social Democrat           | PES               | 5 / 20                       |
| Suedia        | Initiațiva Feministă               |                   | 0 / 20                       |
| Țările de Jos | Partij van de Arbeid               | PES               | 6 / 26                       |
| Ungaria       | Coaliția Democratică               |                   | 4 / 21                       |
| Ungaria       | Partidul Socialist                 | PES               | 1 / 21                       |
| Total         | Total                              | Total             | 152 / 751                    |

## Legături externe
- Website Oficial